# Daemonorops micracantha
Daemonorops micracantha är en enhjärtbladig växtart som först beskrevs av William Griffiths, och fick sitt nu gällande namn av Odoardo Beccari. Daemonorops micracantha ingår i släktet Daemonorops och familjen Arecaceae. Inga underarter finns listade i Catalogue of Life.